# أحمد الخيبري
أحمد الخيبري لاعب كرة قدم سعودي، يلعب في مركز المهاجم حالياً في نادي الوطني.

## مسيرة اللاعب
لعب سابقاً في نادي الصقور ونادي الروضة ونادي الوطني.